# Мёртвый Култук (месторождение)
Мёртвый Култук — нефтегазоносная структура Казахстана, расположена в северной части сора Мёртвый Култук, в 300 км к северо-востоку от г. Актау.
Площадь нефтегазоносной структуры Мёртвого Култука составляет 7273 км², глубина воды — 1-2,5 метра. Месторождение расположено в пределах системы Бузачинско-Североустюртского прогиба в районе сора Мёрвый Култук. В месторождении Мёртвый Култук выявлены три перспективные структуры — Сарытау, Салкын и Островная.
Оператором разработки является Казмунайтениз, дочерняя компания Казмунайгаза. Для разработки месторождения Мёртвый Култук планируется провести комплекс сейсморазведочных работ и бурение двух разведочных скважин на общую сумму не менее 47 миллионов долларов.
В месторождении Мёртвый Култук прогнозируемые извлекаемые запасы нефти оцениваются в 164 миллиона тонн. Из них 110 млн тонн относится к структуре Сарытау.

## Основные акционеры
Акционеры проекта Мёртвый Култук:
- Казмунайтениз — 50 %
- ТОО «Каспиан Тристар» — 50 %